# Olthévíz község
Olthévíz község (románul: Comuna Hoghiz) község Brassó megyében, Romániában. Központja Olthévíz, beosztott falvai Datk, Kucsuláta, Lupsa, Oltbogát, Olthidegkút.

## Népessége
A 2011-es népszámlálás adatai alapján a község népessége 5025 fő volt.